# Stede Bonnet

Vlag van Stede Bonnet

Stede Bonnet (circa 1668–1718) uit Engeland was een militair (waarschijnlijk een hoge officier) en later een vrij onsuccesvolle piraat.
Zijn bijnaam was de 'Gentleman Pirate', omdat hij uit een gegoede familie kwam.
Bonnet werd geboren op het eiland Barbados in de Caraïben en erfde het land van zijn vader na diens dood in 1694. Waarschijnlijk zat hij enige tijd in het leger, maar zijn precieze werkzaamheden zijn niet bekend. Hij verbouwde rietsuiker en leefde onder goede omstandigheden. In 1709 trouwde hij met Mary Allamby, met wie hij vier kinderen kreeg: Allamby, Stede jr., Mary  en Edward.
Kennelijk vanwege huwelijkse problemen en zonder enige ervaring te hebben, kocht hij een schip genaamd The Revenge, voer naar Nassau op de Bahama's en betaalde mensen om voor hem te werken, iets wat vrij ongebruikelijk was in die tijd. Hij raakte onderweg gewond, maar kwam voor de kust van Honduras Zwartbaard, alias Edward Teach, tegen. Ze besloten samen te werken.
In die tijd was Zwartbaard erop uit om een generaal pardon te verkrijgen. Bonnet hoopte in zijn navolging daar ook op, maar door een ontsnappingspoging kwam er een prijs op zijn hoofd en werd er een zoektocht ondernomen. Uiteindelijk werd hij opgepakt en in Charleston, South Carolina op 10 december 1718 berecht, opgehangen en bij zijn bemanning begraven.